# Фурнье де Песке, Франсуа Ксавье
Франсуа Ксавье Фурнье де Песке (фр. François Fournier de Pescay; 7 сентября 1771, Бордо — 8 июля 1833 или 1832, По) — французский врач, хирург и учёный-медик. Первый темнокожий (мулат), занимавшийся медицинской практикой в европейской стране.

## Биография
Родился в 1771 году на корабле, следовавшем из французской колонии Сан-Доминго в Бордо. Незаконнорожденный сын Франсуа Песке, белого плантатора-дворянина и Аделаиды Раппау, свободной африканки. Из-за законов, существовавших во Франции в то время, его родители не могли сочетаться браком, однако отец оказывал поддержку Франсуа и двоим его братьям, которые позже стали офицерами.
Франсуа получил хорошее образование: сперва в Париже, после чего изучал медицину в Бордо. Французская революция отменил большую часть преград, и в 1792 году 21-летний Франсуа поступил полевым хирургом и врачом во французскую армию.
В 1797 году он женился в Брюсселе на местной уроженке; единственная дочь от этого брака стала супругой коллеги отца, военного врача.
В 1799 году Франсуа Фурнье оставил армию и поселился в Брюсселе, где занимался частной врачебной практикой. Он также стал одним из сооснователей Брюссельского медицинского общества, в котором позднее стал заместителем генерального секретаря.
В 1806 году Фурнье снова поступил во французскую армию и вплоть до 1808 года служил полевым хирургом наполеоновской гвардии.
В 1808 году он был направлен в замок Валансе в качестве личного врача испанского наследного принца (будущего короля Фердинанда VII), которого Наполеон арестовал, намереваясь завоевать Испанию, чтобы посадить на трон своего брата Жозефа Бонапарта. В Валансе у Фурнье было много свободного времени, так что он занялся написанием медицинских трудов.
В дальнейшем вплоть до 1823 года занимал должность в военно-медицинском управлении (Совете по здравоохранению армии). Людовик XVIII наградил его орденом Почётного легиона.
В 1823 году Фурнье принял приглашение вернуться на родину, которая к тому времени стала независимым государством Гаити, чтобы помочь наладить систему здравоохранения в этой стране. Он отправился на Гаити вместе с семьёй и оставался там вплоть до 1828 года. На Гаити Фурнье занимал должности директора национальной средней школы в Порт-о-Пренсе, профессора медицины и хирургии и генерального инспектора Службы здравоохранения. Им был написан устав первого на Гаити университета и начато преподавание медицины. Однако отношения с президентом Буайе сгладывались у Фурнье не слишком гладко, он испытал множество разочарований, заболел и вернулся во Францию.
Скончался Фурнье во Франции в 1833 году.
Сохранился его прижизненный портрет, написанный с натуры в 1831 году, который сегодня находится в Париже в собрании Музея Военно-медицинской службы при госпитале Валь-де-Грас.
Помимо научных сочинений по медицине, Фурнье опубликовал несколько переводов, в том числе переводов поэзии.

## Некоторые сочинения
- Essai historique et pratique sur l’inoculation de la vaccine, Bruxelles, Imprimerie Emmanuel Flon, 1801.
- Le vieux troubadour, ou les amours, poëme en cinq chants, de Hugues de Xentralès. Traduit de la langue romane, sur un manuscrit du onzième siècle, trouvé dans la bibliothèque des Bénédictins d’Avignon.
- François Fournier de Pescay et Louis-Élie Moreau de Saint-Méry, Discours prononcé aux obsèques de M. Moreau de Saint-Méry, le 30 janvier 1819, par M. Fournier-Pescay, Paris, Marie-Rosalie Huzard, 30 janvier 1819.
- Notice biographique sur François de Pescay, cultivateur de Saint-Domingue, Paris, imprimerie Huzard, 1822